# Fotbalista roku (Bosna a Hercegovina)
V Bosně a Hercegovině se ocenění Fotbalista roku jmenuje od roku 2008 Idol Nacije (v překladu Idol národa) a je udělováno každoročně nejlepšímu fotbalistovi země. Vyhlašování je organizováno sportovním websitem SportSport.ba a je vysíláno bosenskou televizí Hayat TV. Mimo hlavní ceny jsou udělovány ocenění i v dalších kategoriích (např. Trenér roku, Trenér roku bosenské ligy, Fotbalista roku bosenské ligy, Zahraniční fotbalista roku bosenské ligy, Rozhodčí roku, Fotbalistka roku, Brankář roku atd.)
Od roku 2011 je ocenění udělováno na konci června po ukončení fotbalové sezóny, dříve se udělovalo na začátku roku (čili za předchozí kalendářní rok).
Aktuálním vítězem je Asmir Begović z anglického klubu Stoke City FC (za sezónu 2012/13).

## Přehled vítězů

### Fotbalista roku (Igrač godine)
| Rok/sezóna | Hráč (Počet vítězství) | Klub         |
| ---------- | ---------------------- | ------------ |
| 1992–2000  | Neuděleno              |              |
| 2001       | Sergej Barbarez (1)    | Hamburger SV |
| 2002       | Neuděleno              |              |
| 2003       | Sergej Barbarez (2)    | Hamburger SV |
| 2004–2007  | Neuděleno              |              |

### Idol národa (Idol Nacije)
| Rok/sezóna | Hráč (Počet vítězství) | Klub                |
| ---------- | ---------------------- | ------------------- |
| 2008       | Vedad Ibišević (1)     | TSG 1899 Hoffenheim |
| 2009       | Edin Džeko (1)         | VfL Wolfsburg       |
| 2010       | Edin Džeko (2)         | VfL Wolfsburg       |
| 2011/12    | Edin Džeko (3)         | Manchester City FC  |
| 2012/13    | Asmir Begović (1)      | Stoke City FC       |